# Cservári Ferenc

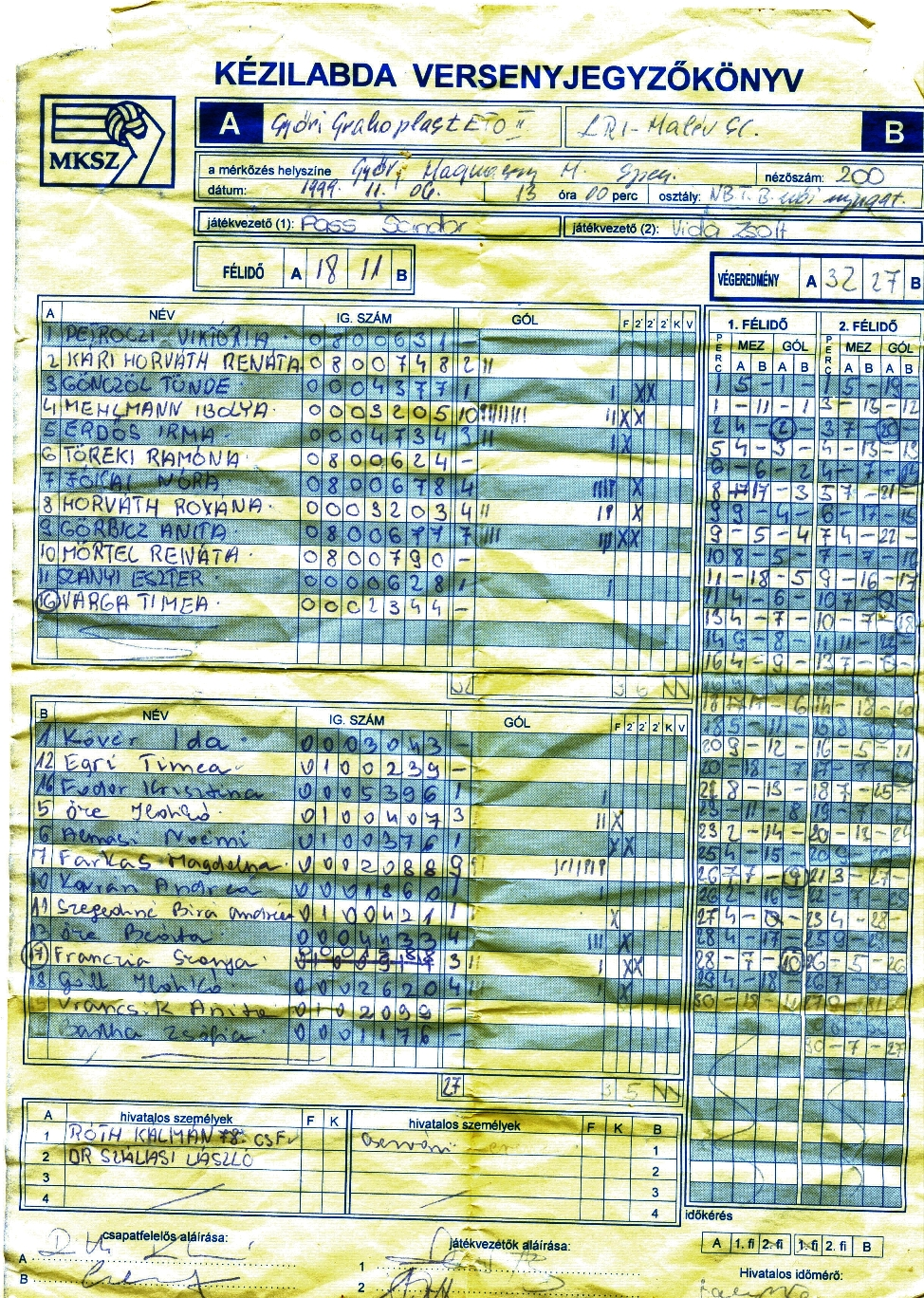
Győri Graboplast ETO II.-LRI-Malév SC kézilabda versenyjegyzőkönyv. 1999. november 6.

Cservári Ferenc (Újpest, 1942. július 18. –) magyar kosárlabdázó, kézilabdázó, kézilabdaedző, szakosztályvezető.

## Élete
Rákospalotán lakott, és itt végezte iskolai tanulmányait. A Budapesti Honvéd kosárlabdacsapatában kezdett aktívan sportolni. Egy évig a VM-Közért játékosa volt. Sérülés miatt abba kellett hagynia az aktív sportolást. Időközben elvégezte a Testnevelési Főiskola edzői szakát.
A Csepel Autógyárban dolgozott, később átment dolgozni a Malévhoz.
Jelenleg Szigetszentmiklóson lakik. Két gyermeke van: Csaba (1969) és Dóra (1981).

## Sportvezetőként
1971-1990 között a Malév SC, (később LRI-Malév SC) női kézilabdacsapatának edzője. 1990-1997-ig technikai vezetője. 1997-2003 között szakosztályvezetője.

## Elismerése
- Pestszentlőrinc-Pestszentimre Sportérdemrend (2006)